# Palfuria
Palfuria es un género de arañas cazadoras de hormigas del orden Araneae. Fue descrito por Eugène Simon en 1910.

## Especies
- Palfuria caputlari Szüts y Jocqué, 2001
- Palfuria gibbosa (Lessert, 1936)
- Palfuria gladiator Szüts y Jocqué, 2001
- Palfuria harpago Szüts y Jocqué, 2001
- Palfuria helichrysorum Szüts y Jocqué, 2001
- Palfuria hirsuta Szüts y Jocqué, 2001
- Palfuria panner Jocqué, 1991
- Palfuria retusa Simon, 1910
- Palfuria spirembolus Szüts y Jocqué, 2001